# Ralph Klein
Ralph Klein, conosciuto anche come Raphael Ram (in ebraico רלף קליין‎?; Berlino, 29 giugno 1931 – Tel Hashomer, 7 agosto 2008), è stato un cestista e allenatore di pallacanestro israeliano.

## Palmarès

### Giocatore
- Campionato israeliano: 8

Maccabi Tel Aviv: 1953-54, 1954-55, 1956-57, 1957-58, 1958-59, 1961-62, 1962-63, 1963-64
- Coppa di Israele: 6

Maccabi Tel Aviv: 1955-56, 1957-58, 1958-59, 1960-61, 1962-63, 1963-64

### Allenatore
- Coppa dei Campioni: 1

Maccabi Tel Aviv: 1976-77
- Campionato israeliano: 11

Maccabi Tel Aviv: 1969-70, 1970-71, 1971-72, 1975-76, 1976-77, 1977-78, 1978-79, 1979-80, 1981-82, 1982-83, 1987-88
- Coppa di Israele: 10

Maccabi Tel Aviv: 1969-70, 1970-71, 1971-72, 1976-77, 1977-78, 1978-79, 1979-80, 1981-82, 1982-83
Hapoel Tel Aviv: 1992-93